# Thomas Dalgaard
Thomas Dalgaard (født 13. april 1984 i Nykøbing Mors) er en dansk fodboldspiller, der spiller for den danske klub Skive IK (reservehold)

## Karriere
Dalgaard fik sin fodboldopdragelse i hjembyen hos klubben Nykøbing Mors IF. Som junior spillede han hos Skive IK og ynglingetiden blev tilbragt hos Silkeborg Fodbold College, hvor han ved siden af skoleuddannelsen spillede for Silkeborg IFs ungdomshold.

### Skive IK
Efter opholdet på college i Silkeborg tog Thomas Dalgaard i sommeren 2004 tilbage til Skive IK, der på daværende tidspunkt var placeret i Danmarksserien. Dalgaard blev topscorer i rækken med 25 mål i 26 kampe i sæsonen 2004/05, og i efteråret 2005 scorede han i alt 17 mål i 15 kampe for Skive.

### Randers FC
Thomas Dalgaard underskrev efter afslutningen af efterårssæsonen 2005 en 6 måneders aftale med Randers FC, der på daværende tidspunkt spillede i 1. division. Dalgaard kunne skifte gratis på grund af han spillede på en amatøraftale i Skive.
Dalgaard fik sin officielle debut for klubben udsat, da han i foråret 2006 fik en alvorlig skade i anklen, i en træningskamp mod AaB. 14. maj 2006 fik han debut for Randers da han blev indskiftet i hjemmekampen mod Kolding FC. 14 dage senere scorede han 2 mål i hjemmekampen mod FC Fredericia. Han nåede at spille 5 kampe og lave 2 mål for Randers i 1. division. Randers FC rykkede efter sæsonafslutningen op i Superligaen. Få da dage efter Dalgaard fik sin debut, forlængede han kontrakten med Randers så den var gældende til sommeren 2008.
Den første superligakamp på Dalgaards CV blev noteret 19. juli 2006, da han efter 83 minutter afløste Jesper Christiansen i 1. rundekampen på udebane mod FC Nordsjælland. I Superligaen 2006-07 spillede han 525 minutter og scorede 3 mål fordelt på 16 kampe. Her var Dalgaard i startopstillingen i fem kampe, blev indskiftet i elleve, udskiftet i fire og spillede én hel kamp. Hans første mål i Superligaen blev scoret 15. april 2007 på Vejle Stadion, da han i 54. minut scorede kampens sidste mål i Randers FCs 0-2 sejr over Vejle BK.
I den efterfølgende sæson fik Thomas Dalgaard en god start for Randers FC. I den første kamp, hvor klubben mødte Viborg FF på hjemmebane, afløste han Søren Ulrik Vestergaard i 62. minut og scorede i 82' og 85' minut kampens eneste mål. I de efterfølgende tre kampe var han med i startopstillingen og scorede 5 mål, inden han blev udskiftet i samtlige kampe. I de efterfølgende elleve superligakampe scorede Dalgaard ingen mål. I alt spillede han 738 superliga-minutter i efteråret 2007.
I alt spillede han 43 kampe og scorede 14 mål for Randers FC's førstehold, fordelt på 31 kampe og 10 mål i Superligaen, 5 kampe og 2 mål i 1. division og resten af de officielle kampe blev spillet i Pokalturneringen.

### Manisaspor
Thomas Dalgaard blev i januar 2008 solgt til den tyrkiske klub Manisaspor, der på daværende tidspunkt var placeret i landets bedste række, Süper Lig. Dalgaard og klubben indgik en 3½-årig aftale. Han fik debut for klubben den 17. februar 2008, da han efter 80 minutters spil blev indskiftet i hjemmekampen mod Gençlerbirliği. På dette tidspunkt var Manisaspor placeret som næstsidst i tabellen.
Opholdet i Manisaspor blev ikke den store succes for Dalgaard, da han kun nåede at spille 34 minutter fordelt på to indskiftninger, ligesom klubben rykkede ned i den næstbedste række, 1. Lig. På grund af at klubberne i 1. Lig kun måtte have 2 udlændinge i truppen, kombineret med Dalgaards manglende spilletid i foråret, blev han i august 2008 fritstillet fra klubben, 3 år før kontrakten oprindeligt udløb.

### Skive IK (2008–2011)
10 dage efter Thomas Dalgaard fik sin kontrakt ophævet i Tyrkiet, underskrev han en 1-årig aftale med sin tidligere klub Skive IK. Efter over 8 mål den første sæson i 1. division af Dalgaard, forlængede parterne i april 2009 aftalen så den var gældende til udgangen af 2011.

### Viborg FF
Viborg FF meddelte 15. juli 2011 at de med virkning fra 1. januar 2012 havde underskrevet en 2-årig kontrakt med Thomas Dalgaard. Dette kunne ske transferfrit, på grund af Dalgaards kontrakt med Skive IK på dette tidspunkt ville være udløbet. Dalgaard ville allerede skifte med det samme, så han var klar for Viborg FF til starten af 1. division 2011-12. Han udtalte i den forbindelse af han troede klubberne allerede forhandlede om et hurtigt skifte.
Med 27 scoringer i 31 kampe i 1. division i sæsonen 2012/13 havde Dalgaard en afgørende rolle i Viborg FF's oprykning til Superligaen i sommeren 2013. Indsatsen blev i juli 2013 belønnet med en kontraktforlængelse med klubben frem til sommeren 2016.
Den efterfølgende sæson i Superligaen blev Dalgaard topscorer, men det var ikke nok til at forhindre Viborg FF i at rykke ned i 1. division.

### SC Heerenveen
Den 31. juli 2014 blev det offentliggjort at Dalgaard skiftede til den hollandske klub SC Heerenveen på en tre-årig aftale.
Dalgaard fik sin debut i klubbens første ligakamp, som de tabte 2-1 til Dordrecht. Han erstattede i 55' minut Mark Uth.

### OB
Han blev den 2. februar 2015, hentet til OB på en lejeaftale for resten af sæsonen.

### SønderjyskE
Den 6. juli 2015 skrev han under på en toårig kontrakt med SønderjyskE efter at have fået ophævet sin kontrakt i Heerenveen. Efter en svær tid i SønderjyskE, hvor han primært blev brugt som indskifter, fik han den 9. august 2016, ophævet sin kontrakt i klubben. Han nåede i alt at spille 21 kampe i Superligaen, og scorede 5 mål.

### Vendsyssel FF
Efter bruddet med SønderjyskE skrev Dalgaard en etårig kontrakt med Vendsyssel FF. Han forlod dog klubben ved kontraktudløb, efter at oprykningen til Superligaen glippede.

### Skive IK
Den 15. juli 2017 blev Dalgaard præsenteret som ny spiller i barndomsklubben Skive IK, hvor han begyndte sin karriere og tidligere har haft stor succes.

## Titler
- Individuelt
  - Årets profil i 1. division kåret af Spillerforeningen: 2012[19]
  - Topscorer i Superligaen: 2013-14[20]

## Privat
Thomas Dalgaard er bosat i Aarhus. Han gik på Skive Seminarium, hvor han blev færdiguddannet som lærer, juni 2012.